# Vielteilchenlokalisierung
Die Vielteilchenlokalisierung beschreibt einen dynamischen Prozess eines isolierten Vielteilchen-Quantensystems. Durch eine eingebaute Unordnung kann das Thermalisieren des Systems verhindert werden. Die Vielteilchenlokalisierung unterscheidet sich von der Anderson-Lokalisierung durch die Wechselwirkung der einzelnen Teilchen miteinander.
Ein allgemeiner Hamiltonoperator für die Vielteilchenlokalisierung existiert nicht. Das Phänomen kann in vielen verschiedenen Modellen beobachtet werden. Ein Beispiel für ein solches System, dessen Dynamik durch die Vielteilchenlokalisierung beschrieben wird, ist das Heisenberg-Modell mit eingebauter Unordnung:
{\displaystyle H_{\text{verallg. Heis}}=-\sum _{\langle i,j\rangle }\left(J^{x}S_{i}^{x}S_{j}^{x}+J^{y}S_{i}^{y}S_{j}^{y}+J^{z}S_{i}^{z}S_{j}^{z}\right)+\eta _{i}S_{i}^{z}\qquad {\text{mit }}i,j\;\mathrm {n{\ddot {a}}chste} {\text{ Nachbarn}}}
Zusätzlich zum verallgemeinerten Heisenberg-Modell wird hier ein zufälliges Potential mit der Stärke {\displaystyle \eta _{i}} an jedem Spinplatz hinzugefügt. {\displaystyle \eta _{i}} liegt dabei im Intervall {\displaystyle [-W,W]}. Ab einer kritischen Größe der Unordnung {\displaystyle W} ist hier ein Quantenphasenübergang zu beobachten. Für kleine {\displaystyle W} thermalisiert das System, für große {\displaystyle W} lokalisiert es.

## Eigenschaften
Thermalisierende Quantensysteme werden durch die Eigenstate Thermalization Hypothesis (ETH) beschrieben. Ein thermalisierendes System verliert über längere Zeiträume jegliche Information über den Anfangszustand, alle messbaren Operatoren nähern sich ihren thermalisierten Größen an. Im Gegensatz dazu bleiben in einem lokalisierten System Informationen über den Anfangszustand für alle Zeiten bestehen. Weitere Charakteristika der Vielteilchenlokalisierung sind:
- Die Verschränkungsentropie skaliert mit der Größe der Grenzfläche. In der zeitlichen Entwicklung wächst die Verschränkungsentropie logarithmisch.[2][3]
- Die Leitfähigkeit des Systems verschwindet in der lokalisierten Phase.[4]

## Experimenteller Nachweis
Das Phänomen der Vielteilchenlokalisierung konnte bereits in Experimenten mit Ionenfallen und ultrakalten Atomen beobachtet werden.